# Burpee
Il burpee è un esercizio ginnico che coinvolge tutto il corpo (full body).

Animazione di un burpee

## Descrizione
Il movimento base si divide in 4 passaggi:
1. partenza in posizione eretta;
2. si passa in posizione di squat con le mani a terra (1º passaggio);
3. si lanciano i piedi indietro tenendo le mani a terra (2º passaggio); alcune varianti prevedono l'esecuzione di un push up durante questa fase dell'esercizio
4. subito si riportano i piedi in posizione di Squat (3º passaggio);
5. si salta dalla posizione di squat verso l'alto (4º passaggio).

Il burpee è un esercizio multi-articolare, che quindi coinvolge diversi gruppi muscolari, interessandone quasi l'intera totalità. Proprio la suddivisione nei vari passaggi ne determina la complessità muscolo-articolare. Si passa, infatti, da una posizione di squat, che coinvolge tutti i principali distretti muscolari dell'arto inferiore (quadricipite, ischiocrurali, tricipite surale) a una posizione di plank a braccia distese (ponte isometrico), che così coinvolge sia i muscoli del tronco (pettorali, addominali), sia quelli degli arti superiori (bicipite e tricipite brachiale), sia i muscoli stabilizzatori del dorso e della spalla (trapezio, romboide, muscoli della cuffia dei rotatori).
Il burpee è un esercizio non adatto a neofiti e principianti poiché, se non eseguito in modo corretto, potrebbe essere deleterio per la colonna vertebrale e per l'articolazione del ginocchio, in quanto il carico gravitazionale aumenta ad ogni balzo. Potrebbero quindi scaturire situazioni patologiche a carico delle articolazioni interessate.

## Origine
L'esercizio prende il nome dal fisiologo americano Royal H. Burpee, che lo ha sviluppato nel 1940 nell'ambito della ricerca per il suo dottorato in fisiologia applicata alla Columbia University; nella sua tesi di dottorato, l'esercizio veniva descritto come un modo semplice e veloce per valutare la forma fisica. 
L'esercizio è diventato popolare da quando, durante la seconda guerra mondiale, le forze armate degli Stati Uniti lo adottarono come test per valutare il livello di forma fisica delle reclute. Composto da una serie di esercizi eseguiti in rapida successione, il test doveva essere una rapida misura di agilità, coordinazione e forza.